# Sterpeti
Sterpeti è una frazione del comune italiano di Montefelcino, in provincia di Pesaro e Urbino, adagiata sulle sponde del fiume Metauro.

## Storia
Le terre dove sorge l'attuale insediamento hanno una storia millenaria; secondo il De Sanctis è infatti qui che, all'epoca della seconda guerra punica, nel 207 a.C., si svolse lo scontro tra i romani, guidati dai consoli Marco Livio Salinatore e Gaio Claudio Nerone, e i cartaginesi. L'esercito romano affrontò e sconfisse l'armata cartaginese di Asdrubale Barca, diretto sulla costa Adriatica per ricongiungersi con il fratello Annibale, in quella che passerà alla storia come la battaglia del Metauro, cantata da Virgilio nell'Eneide e da Orazio.
È probabilmente proprio in questa occasione che, dal fango e dalle terre ricoperte di sterpi, nasce il nome del paese.

## Collocazione
Bagnata dalla sponda sinistra del Metauro, la cittadina è attraversata dalla via Flaminia, importante e strategica arteria di comunicazione d'epoca romana: essa infatti metteva in comunicazione la sponda adriatica con l'Impero attraversando l'Appennino centrale, favorendo quindi uno scambio commerciale tra i due mari.
1. ↑  https://italia.indettaglio.it/ita/marche/pesarourbino_montefelcino_sterpeti.html